# Sad Wings of Destiny
Druhé album skupiny Judas Priest nese název Sad Wings of Destiny. Nahráno bylo v roce 1975 ve studiu Rockfield ve Walesu. Vyšlo 23. března 1976 u vydavatelství Gull Entertainment. V roce 2003 bylo Remasterováno firmou Snapper Music a vydáno jako digipack.
Skupina zamýšlela udělat album mixující přímý hard rock s progresivním okrajem.
Pro mnohé skalní fanoušky skupiny je Sad Wings Of Destiny nepřekonatelnou klasikou a to hlavně díky skladbám Victim of Changes, The Ripper, Dreamer Deciever či Tyrant. Zpočátku album mělo menší komerční úspěch, ale kvůli špatné propagaci společnosti Gull Entertainment nemělo album po vydání úspěch, jaký by jistě zasloužilo. Z toho důvodu kapela vypověděla smlouvu a další alba nahrávala již pod jinými společnostmi.
Finance kapely byly napjaté, protože členové kapely se omezili na jedno jídlo denně a někteří členové přijali práci na částečný úvazek, zatímco nahrávali své následné album s rozpočtem 2 000 liber. Skupina byla frustrovaná z finančních situací z Gull Records a podepsala smlouvu s Columbia Records na jejich další album. Došlo k tomu, že porušili smlouvy s Gullem a vydavtelství jsi nechala práva na Sad Wings of Destiny a Rocka Rolla.

## Seznam skladeb
| Pořadí | Název                | Autor                                               | Délka |
| ------ | -------------------- | --------------------------------------------------- | ----- |
| 1.     | Victim of Changes    | Al Atkins, K. K. Downing, Rob Halford, Glenn Tipton | 7:47  |
| 2.     | The Ripper           | Tipton                                              | 2:50  |
| 3.     | Dreamer Deceiver     | Atkins, Downing, Halford, Tipton                    | 5:51  |
| 4.     | Deceiver             | Downing, Halford, Tipton                            | 2:40  |
| 5.     | Prelude              | Tipton                                              | 2:02  |
| 6.     | Tyrant               | Halford, Tipton                                     | 4:28  |
| 7.     | Genocide             | Downing, Halford, Tipton                            | 5:51  |
| 8.     | Epitaph              | Tipton                                              | 3:08  |
| 9.     | Island of Domination | Downing, Halford, Tipton                            | 4:32  |

## Sestava
- Rob Halford – zpěv
- K.K. Downing – kytara
- Glenn Tipton – kytara, piano, doprovodný zpěv
- Ian Hill – baskytara
- Alan Moore – bicí